# マンガみたいな恋人がほしい
『マンガみたいな恋人がほしい』(マンガみたいなこいびとがほしい) は、ナナヲアカリのメジャー三枚目のアルバム。
2020年4月8日にSMARから発売された。

## 概要
テーマは「“変”愛」で、冴えない主人公が現実にいたら普通に友達になりたい盤(通常版)[CD]、我がライブ映像に一片の悔いなし盤(初回生産限定盤)[CD+Blu-ray Disc]、俺、このロングTシャツを着こなせたら告白しようと思うんだ...盤(完全生産限定盤)[CD+ロングTシャツ]の3形態で発売された。

## 収録曲
1. チューリングラブ feat.Sou
先行シングル。Souとのデュエット。
2. もしも信者
DECO*27が作詞作曲、TeddyLoidが編曲を担当した。[3]
3. MISFIT
ナナヲアカリ本人による書き下ろし。
4. ヒステリーショッパー
5. note:
6. 逆走少女
作詞はてにをは、作曲はみきとP。